# Inlaga (juridik)
Inlaga är ett dokument var en part i en rättegång utvecklar sin talan. Det är även andra skriftliga handlingar till myndigheter eller organisationer.